# Васильєв Матвій Тимофійович
Матві́й Тимофі́йович Васи́льєв (псевдонім — Васильєв-Святошенко) (* 18 (30) серпня 1863, Смоленськ − 14 лютого 1961 Чернігів) — композитор, диригент, актор українського театру, заслужений діяч мистецтв УРСР (з 1947 року).

## Загальні відомості
Музики навчався самостійно, як диригент дебютував у 16-річному віці в оперетковій трупі Гаврилова (Вороніж). Крім самостійних занять Васильєв на початку 1890-х років відвідував як вільний слухач лекції з музично-теоретичних дисциплін у Московській консерваторії.
Дружина — О. П. Ратмирова, популярна виконавиця сопранових партій в українському театрі.
У 1882 році його запросили взяти участь у постановці «Наталки Полтавки», здійсненій у Полтаві Кропивницьким, Садовським та місцевими аматорами. Від 1883-го року Васильєв — постійний член провідних українських театральних колективів. У 1890 р. він заснував театральну трупу, яка працювала лише рік. З часом став примітною постаттю серед українських театральних диригентів 2-ї пол. XIX ст. Брав активну участь у підготовці прем'єри на українській сцені «Запорожця за Дунаєм» (1884); керував музичною частиною трупи Кропивницького під час відповідальних гастролей у Петербурзі в 1886—1887 роках диригував першу постановку (в оркестровці Ф. І. Воячека) «Катерини» Аркаса в Москві (1899). Катерину виконувала О. Ратмирова.
З 1891 — диригент і композитор у трупах С. Новикова (Полтава), І. Деркача, М. Кропивницького, М. Садовського, Л. Сабініна.
З 1921 року працює у театрах Донецька, Харкова, Чернігова. В 1935—1948 з перервами — завідувач музичної частини Чернігівського українського музично-драматичного театру ім. Т. Г. Шевченка.
У доробку, серед іншого, музика до 80-ти українських п'єс, зокрема до творів «Наталка Полтавка» Івана Котляревського, «Шельменко-денщик» Григорія Квітки-Основ'яненка — 1882, «Лимерівна» Панаса Мирного −1884, «Безталанна» Івана Карпенка-Карого — 1887, «Ой, не ходи, Грицю», «Циганка Аза» (1892), «Маруся Богуславка» (1899) Михайла Старицького, до п'єс радянських драматургів: «Правда» — 1939, «В степах України» Олександра Корнійчука — 1943.
Нагороджений орденом Трудового Червоного Прапора.